# Antofagasta (entreprise)
Pour les articles homonymes, voir Antofagasta (homonymie).
Antofagasta PLC est une entreprise chilienne qui opère dans divers secteurs de l'économie. C'est l'un des plus grands conglomérats du Chili, avec certaines participations dans Antofagasta Minerals, dans la ligne de chemin de fer de Antofagasta jusqu'en Bolivie, dans Aguas Antofagasta au Chili, Tethian en Australie et divers investissements dans d'autres pays.

## Histoire
Antofagasta est le nom d'un port du Chili situé sur l'océan Pacifique. Le groupe se nomma au début Ferrocarril Antofagasta a Bolivia, avant de changer de propriétaire en 1888 et d'appartenir au London Stock Exchange.
En 1980, la majorité des participations au groupe furent achetées par Grupo Luksic. En 1999, le groupe fut renommé en Antofagasta PLC. La compagnie diversifia ses activités en investissant dans d'autres domaines d'activité au Chili.
La société se développa ainsi dans le domaine minier à Michilla et à Pelambres mais aussi dans les télécommunications.
En 1996, Antofagasta transféra ses activités banquières dans la société Quiñenco S.A., qui appartient également à la famille Luksic. Cela permit à la société de se centrer sur ses activités minières d'extraction du cuivre.
Actuellement, la compagnie est un des leaders dans la production de cuivre au Chili avec trois mines en activité. La compagnie est aussi active dans la prospection de minerais au Chili et au Pérou. Le groupe est aussi actif dans la gestion d'une ligne de chemin de fer et dans la distribution d'eau au Chili.
Le titre de l'entreprise présent sur le London Stock Exchange est dénommé ANTO alors qu'un titre sur  le New York Stock Exchange se nomme ANFGY.
L'entreprise détient le plus grand réservoir de déchets miniers d’Amérique du Sud.

## Actionnaires
Liste des principaux actionnaires au 29 octobre 2019.
| Luksic Abora (famille)                | 60,7% |
| Jean-Paul Luksic Fontbona             | 4,26% |
| RBC Global Asset Management           | 3,64% |
| Tweedy, Browne                        | 1,65% |
| T. Rowe Price Associates              | 1,56% |
| Jupiter Asset Management              | 1,33% |
| BlackRock Investment Management       | 1,24% |
| BlackRock Investment Management UK    | 1,09% |
| The Vanguard Group                    | 1,02% |
| Legal & General Investment Management | 0,90% |